# Louis Zamperini

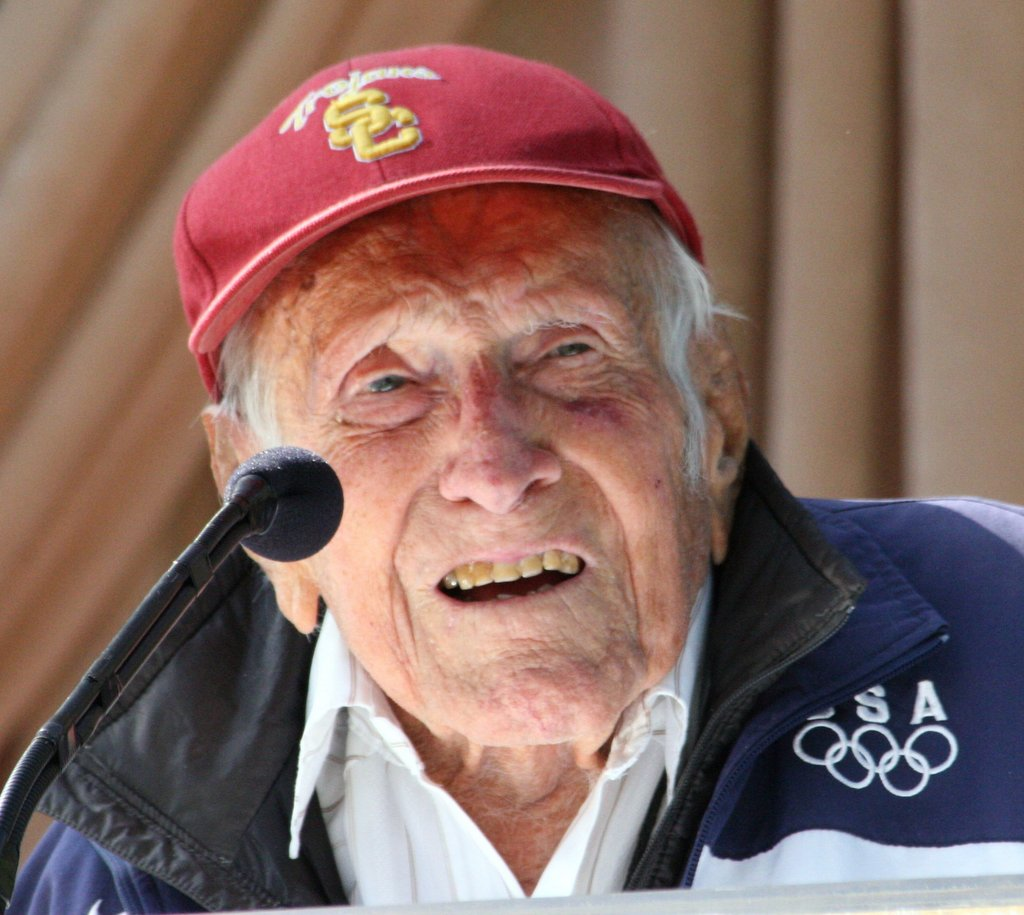
Louis Zamperini im Mai 2014 bei der Bekanntgabe seiner Ehrenposition als Grand Marshal der Rose Parade 2015

Louis „Lou“ Silvie Zamperini (* 26. Januar 1917 in Olean, New York; † 2. Juli 2014 in Los Angeles, Kalifornien) war ein US-amerikanischer Leichtathlet, der an den Olympischen Spielen 1936 in Berlin teilnahm. Während des Zweiten Weltkriegs diente er an Bord eines Bombers im Pazifikkrieg. Nach dem Absturz des Flugzeuges überlebte er 47 Tage in einem Rettungsboot, bevor er von den Japanern gefangen genommen wurde. Nach dem Kriegsende wandte er sich der Erweckungsbewegung zu und trat überwiegend als Motivationsredner auf.
2010 veröffentlichte Laura Hillenbrand Zamperinis Biographie Unbroken: A World War II Story of Survival, Resilience, and Redemption, die sich zu einem Bestseller entwickelte und 2013/14 von Angelina Jolie unter dem Titel Unbroken verfilmt wurde.

## Leben

### Jugend
Zamperini wurde 1917 in Olean, New York, als Kind des aus Italien stammenden Ehepaars Anthony und Louise Zamperini geboren. Die Familie zog in den 1920er-Jahren nach Torrance, Kalifornien, wo Zamperini die Torrance High School besuchte. Da er anfangs nur Italienisch sprach, wurde er von seinen Mitschülern oft schikaniert, weshalb er bald das Boxen erlernte und öfter in Schlägereien verwickelt war.
Um ihn vor weiterem Ärger zu bewahren, brachte ihn sein älterer Bruder ins Leichtathletikteam der Schule. 1934 stellte er beim CIF California State Meet der California Interscholastic Federation einen Highschool-Weltrekord auf, als er eine Meile (1,609 km) in 4:21,20 min lief. Zamperinis Rekord wurde erst nach 20 Jahren gebrochen.
Eine Woche später lief er die Meile in einer Zeit von 4:27,8 min und gewann die Meisterschaft, was ihm ein Stipendium an der University of Southern California einbrachte.

### Olympiateilnahme

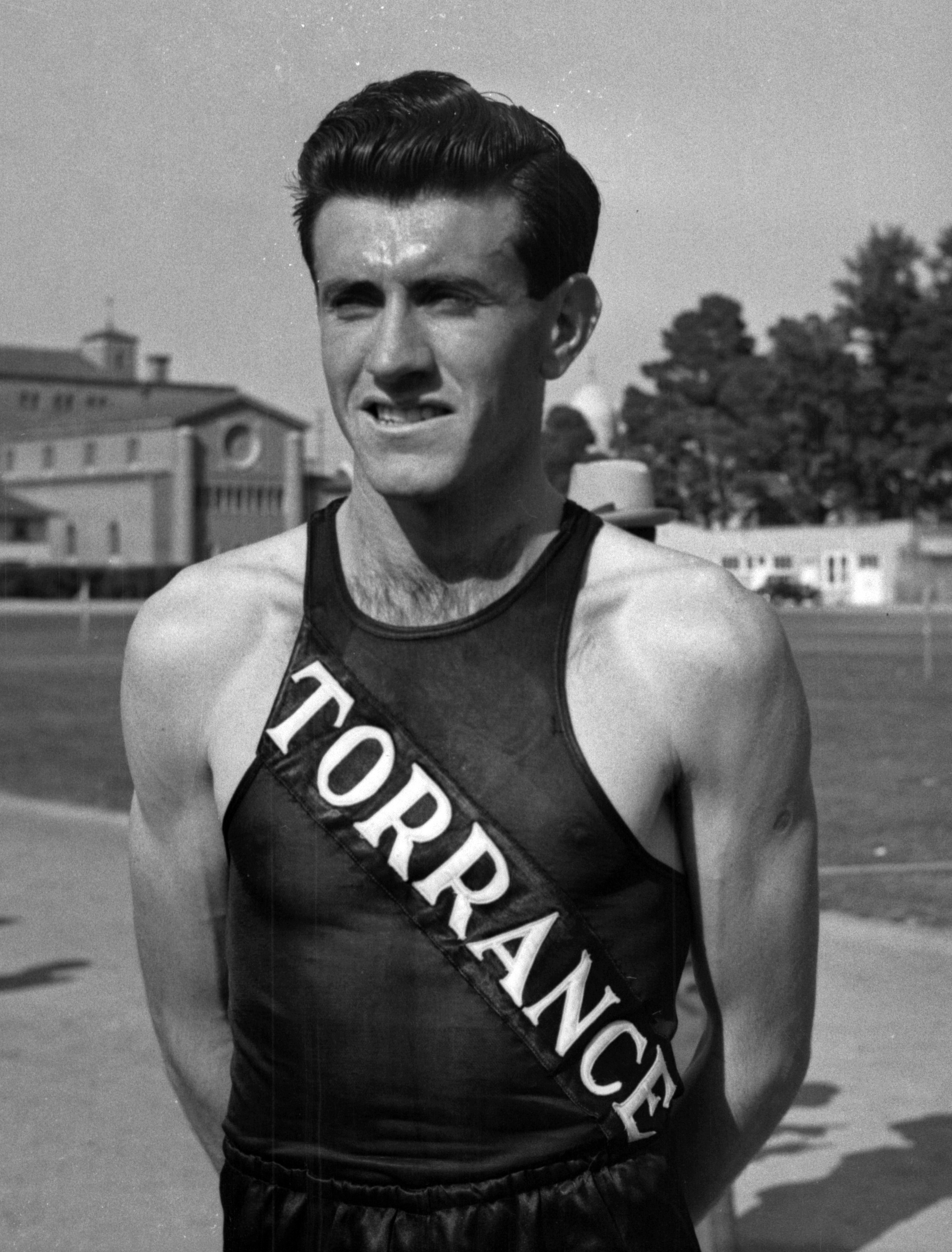
Zamperini an der University of Southern California (1938)

1936 wurde er ins US-Leichtathletikteam berufen. Bei den Olympiatrials der Vereinigten Staaten in Randalls Island wurde er über 5000 Meter Zweiter, zeitgleich mit dem Sieger Donald Lash, und qualifizierte sich damit für die Teilnahme an den Olympischen Spielen in Berlin.
Beim 5000-Meter-Lauf war Zamperini der jüngste Teilnehmer. Er lief mit seiner persönlichen Bestzeit von 14:46,8 min als Achter ins Ziel, wobei er aber seine letzte Runde in 56 Sekunden lief, was die Aufmerksamkeit Adolf Hitlers erregte, der Zamperini später persönlich zu seinem Lauf beglückwünschte.
1938 stellte Zamperini mit 4:08,3 min einen nationalen Collegesport-Rekord über eine Meile auf, der für 15 Jahre Bestand haben sollte und ihm den Spitznamen „Torrance Tornado“ einbrachte.

### Militärdienst im Zweiten Weltkrieg

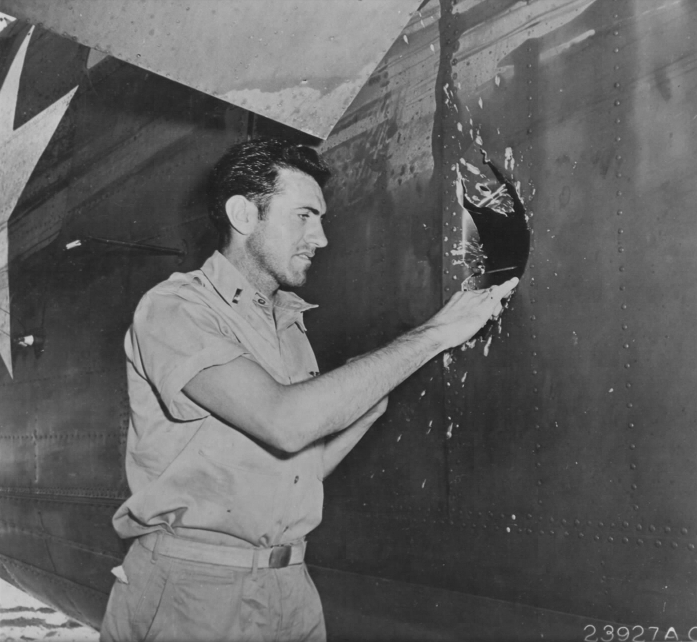
Zamperini schaut durch das Loch in seiner B-24D Liberator Super Man, welches durch ein 20-mm-Geschoss über Nauru verursacht wurde (8. April 1943)

Im September 1941 trat Zamperini den United States Army Air Forces bei. Nach seiner Beförderung zum Second Lieutenant im August 1942 wurde er nach Hawaii versetzt, wo er als Crewmitglied einer B-24 an zahlreichen Einsätzen teilnahm. Infolge einer mechanischen Fehlfunktion stürzte das Flugzeug am 27. Mai 1943 bei einem Rettungsflug für eine vermisste Maschine auf dem Weg vom Kualoa Airfield auf Oʻahu nach Palmyra ab, wobei acht Crewmitglieder starben.
Zamperini und zwei andere Überlebende konnten sich in einem Boot retten. Nachdem die wenigen Wasserflaschen und Schokoriegel im Boot aufgebraucht waren, ernährten sie sich von selbstgefangenen Fischen und Vögeln und tranken gesammeltes Regenwasser.
Ein japanisches Flugzeug beschoss das im Pazifik umhertreibende Boot und beschädigte es stark, wobei aber keiner der Männer getötet wurde. Am 33. Tag starb der Heckschütze Francis „Mac“ McNamara.
Am 47. Tag erreichten Zamperini und der andere Überlebende, Pilot Russell Allen „Phil“ Phillips, das Atoll Wotje der Marshallinseln, wo sie direkt von den Japanern gefangen genommen wurden. Seine Familie ging davon aus, dass er gefallen war. Zamperini blieb bis zum Kriegsende in japanischer Kriegsgefangenschaft. Im Lager Ōfuna lernte er unter anderem den Jagdflieger Gregory Boyington kennen. Boyington erwähnte Zamperini später in seinem Buch Baa Baa Black Sheep.
Im September 1945 wurde bekannt, dass Zamperini noch lebte. Nach Presseberichten in der New York Times und der Los Angeles Times kehrte er als Kriegsheld in die Vereinigten Staaten zurück.

### Nachkriegszeit
Der Versuch, seine Sportlerkarriere fortzusetzen, scheiterte wegen einer in der japanischen Kriegsgefangenschaft erlittenen Verletzung. 1946 heiratet er Cynthia Applewhite, mit der er bis zu ihrem Tod im Jahr 2001 zusammenlebte. Er hatte zwei Kinder. Seine Tochter Cynthia Garris war Schauspielerin. Zamperinis Schwiegersohn ist der Filmregisseur und Drehbuchautor Mick Garris.
Beim vom Erweckungsprediger Billy Graham 1949 veranstalteten Los Angeles Crusade lernte Zamperini die Erweckungsbewegung kennen und war in den folgenden Jahren vor allem als christlicher Redner tätig. In seinen Reden thematisierte er insbesondere das Thema der Vergebung. Zamperini traf unter anderem zahlreiche Wächter aus dem Kriegsgefangenenlager, in dem er während des Zweiten Weltkriegs inhaftiert gewesen war.
Anlässlich seines 81. Geburtstages nahm Zamperini im Januar 1998 am olympischen Fackellauf für die Olympischen Winterspiele im japanischen Nagano teil. Im März 2005 besuchte er noch einmal das Olympiastadion Berlin. Zamperini starb am 2. Juli 2014 im Alter von 97 Jahren in Los Angeles an den Folgen einer Lungenentzündung.
Zamperini überlebte seine drei Geschwister. Sein älterer Bruder Pete (* 24. Mai 1915 in Dunkirk, New York) starb am 15. Mai 2008 in San Clemente, Kalifornien. Seine Schwester Sylvia (* 30. Januar 1918) starb am 28. Oktober 2008. Seine jüngste Schwester Virginia, die am 19. September 1923 geboren worden war, starb am 29. Juli 2008 in Littleton, Colorado.

## Ehrungen

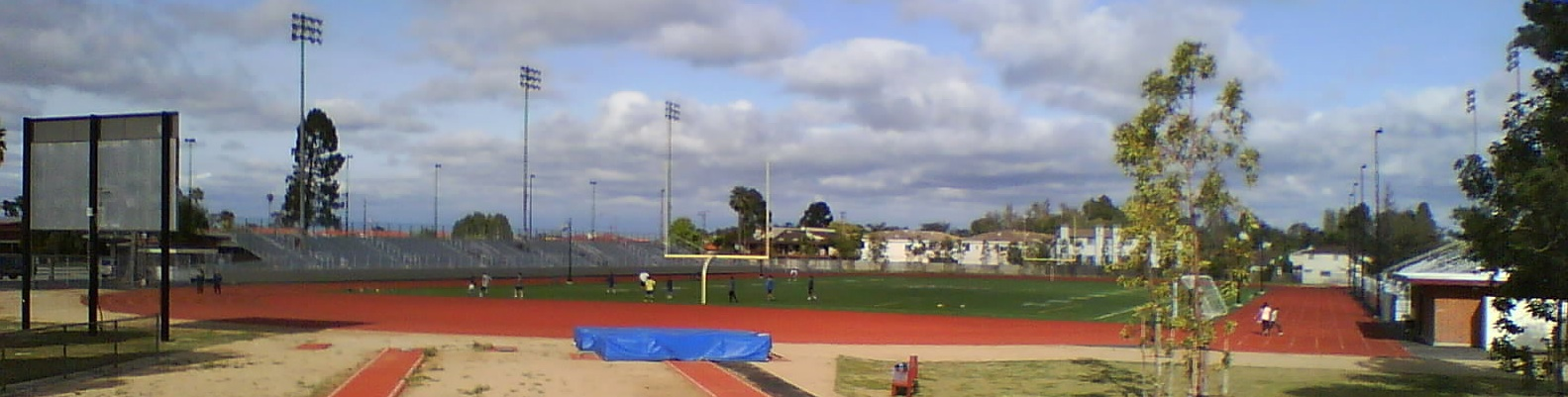
Zamperini Stadium

In den 1960er-Jahren wurde das Flugfeld der Stadt Torrance nach ihm Zamperini Field getauft.
Auch der Sportplatz der Torrance High School ist nach ihm Zamperini Stadium benannt.
Im Oktober 2008 wurde Zamperini in die National Italian American Sports Hall of Fame aufgenommen.

## Rezeption
Zamperinis Memoiren bilden die Basis für drei Bücher über seine Erlebnisse, von denen die ersten beiden den Titel Devil at My Heels trugen. Das erste Buch wurde mit Helen Itria als Coautor geschrieben, erschien erstmals 1956 und wurde auch in deutscher Übersetzung unter dem Titel Den Teufel auf den Fersen verlegt. Beim zweiten Buch von 2003 war David Rensin Coautor. Ebenfalls mit David Rensin als Coautor wurde das Erinnerungsbuch Don’t Give Up, Don’t Give In verfasst, das 2014 kurz nach Zamperinis Tod erschien.
2010 verfasste Laura Hillenbrand Zamperinis Biographie unter dem Titel Unbroken: A World War II Story of Survival, Resilience, and Redemption (dt. Titel Unbeugsam). Es entwickelte sich zu einem Bestseller und wurde vom Time Magazine zum besten Sachbuch des Jahres 2010 gewählt.
Das Buch wurde 2013/14 von Angelina Jolie unter dem Titel Unbroken verfilmt. Gespielt wird Zamperini dabei von den Schauspielern Jack O’Connell (als Erwachsener) und C.J. Valleroy (als Kind).
2015 widmete sich der christliche Dokumentarfilm Captured by Grace Zamperinis Leben. 2018 erschien mit Unbroken: Path to Redemption eine Fortsetzung von Angelina Jolies Film Unbroken. Der unter der Regie von Harold Cronk entstandene Spielfilm basiert auf den letzten Kapiteln des Hillenbrand-Romans Unbeugsam. Die Hauptrolle übernahm der Darsteller Samuel Hunt.